# Mount McQuillan
Mount McQuillan är ett berg i Kanada.   Det ligger i provinsen British Columbia, i den sydvästra delen av landet, 3 600 km väster om huvudstaden Ottawa. Toppen på Mount McQuillan är 1 575 meter över havet.
Terrängen runt Mount McQuillan är kuperad åt nordost, men åt sydväst är den bergig.Trakten runt Mount McQuillan är nära nog obefolkad, med mindre än två invånare per kvadratkilometer.. Det finns inga samhällen i närheten.
I omgivningarna runt Mount McQuillan växer i huvudsak barrskog.